# Skórzyna (dopływ Mrożynki)
Skórzyna (Skórzyniec, niem. VStossbach) – potok w południowo-zachodniej Polsce, w woj. dolnośląskim, w Górach Izerskich, lewy dopływ Mrożynki. Długość ok. 1,2 km, źródła na wysokości ok. 680–750 m n.p.m., ujście – ok. 576 m n.p.m..

## Opis
Wypływa z północnych zboczy Kamienickiego Grzbietu Gór Izerskich, z północnych zboczy Kamienicy. Powstaje z wielu drobnych potoczków. Płynie stromą doliną ku północy. Uchodzi do Mrożynki w Ciemnym Wądole.